# عبد الله درويش
عبد الله درويش (11 سبتمبر 1979 إمارة دبي الإمارات العربية المتحدة - ) هو لاعب كرة قدم إماراتي، يلعب كمدافع.

## وصلات خارجية
- عبد الله درويش على موقع أرشيف الشارخ.
- عبد الله درويش على موقع قاعدة بيانات كرة القدم.إي يو (الإنجليزية)
- عبد الله درويش على موقع Soccerway.com (الإنجليزية)